# Mariä Himmelfahrt (Luttenwang)

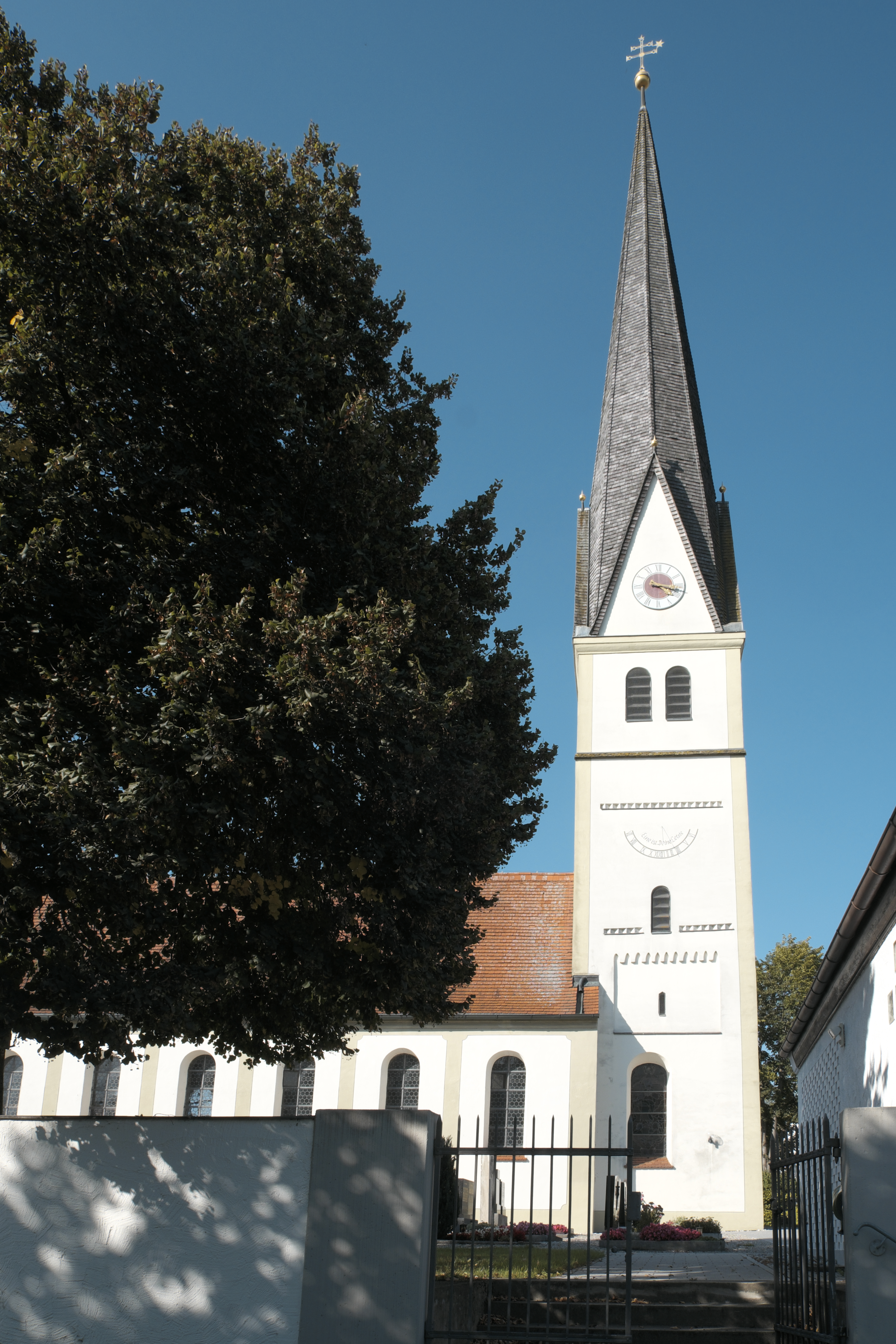
Mariä Himmelfahrt in Luttenwang

Die römisch-katholische Filialkirche Mariä Himmelfahrt, eine ehemalige Wallfahrtskirche, steht in Luttenwang, einem Gemeindeteil von Adelshofen im oberbayerischen Landkreis Fürstenfeldbruck. Das Bauwerk ist in der Liste der Baudenkmäler in Adelshofen (Oberbayern) unter der Nr. D-1-79-111-5 eingetragen. Das Patrozinium der Kirche wird am 15. August (Mariä Himmelfahrt) gefeiert. Die Kirche gehört zum Dekanat Fürstenfeldbruck im Erzbistum München und Freising.

## Beschreibung
Die romanische Saalkirche wurde im frühen 15. Jahrhundert gotisch umgebaut und im 17. und 18. Jahrhundert barock verändert. Sie besteht aus dem 1875 nach Westen verlängerten Langhaus und dem Chorturm im Osten, dessen barocke Haube 1876 durch einen spitzen Helm ersetzt wurde. In seinem obersten Geschoss steht der Glockenstuhl. Die Zifferblätter der Turmuhr sind an den Giebeln angebracht.
Die Glasmalerei im Südfenster des Chors, auf dem die Himmelfahrt Mariens dargestellt ist, stammen von Christian Heinrich Burckhardt. Der um 1700 aufgestellte Hochaltar im Triumphbogenschema wird von den Skulpturen des Wolfgang von Regensburg und des Benno von Meißen flankiert.